# Griephan Briefe
griephan Briefe – Fachinformationen zum Geschäftsfeld der gesamtstaatlichen Sicherheit ist eine deutsche, seit 1964 wöchentlich erscheinende militärische Fachzeitschrift. Der Informations- und Branchendienst bietet Informationen zum Ausrüstungsbedarf der Bundeswehr, aus den Bundestagsausschüssen sowie Analysen der wehrtechnischen Industrie.
Neben den griephan Briefen liefert griephan Kontakt Organisationsübersichten der Bundesregierung, der Bundestagsausschüsse Verteidigung und Haushalt sowie die Personenübersicht Lobbyliste. Das unregelmäßig in Kooperation mit dem Bundesverband der Deutschen Industrie erscheinende Format griephan Edition fokussiert sich jeweils auf ein bestimmtes Thema der erweiterten Sicherheitsvorsorge, zum Beispiel Künstliche Intelligenz oder Sicherheit in der Energieversorgung.
Der Herausgeber, Heinz Schulte, ist Mitglied des International Institute for Strategic Studies (IISS) in London und Mitglied des Vorstandes des Deutschen Maritimen Instituts. griephan ist eine Marke der DVV Media Group. Mit einem Jahres-Abonnement-Preis von 1067,86 Euro (Stand: 2020) inklusive MWSt. richten sich die Briefe vorwiegend an institutionelle Kunden im Rüstungsbereich.

## Geschichte
Die heutigen griephan Briefe begannen im November 1964 als Wehrdienst – der Informationsbrief für die Verteidigungswirtschaft. Dieser wurde anfangs im Wehrdienst-Verlag in Bonn verlegt, später bis 2008 im Griephan-Verlag in Hamburg. Gründer war Hans-Joachim Griephan.
Von 1964 bis 1993 gab Griephan die Zeitschrift Wehrdienst. Der Informationsbrief für die Verteidigungswirtschaft heraus. Damit lieferte er als Dienstleistung eine Fülle bis dahin nur informell vorhandener Informationen, die sich die im Raum Bonn ansässigen Verbände, Firmenvertretungen und Industrieberater zu eigen machen konnten, die ihrerseits in einer „Lobbyliste“ ausgewiesen waren, aus der aber auch die Namen anschließend in Parlamente gewechselter Interessenvertreter zu entnehmen waren. Der Wehrdienst  richtete sich an Unternehmen wie auch an Abgeordnete.
Der Wehrdienst meldete Nachrichten aus dem Rüstungsbereich, die das Verteidigungsministerium nicht veröffentlichte, und unterstützte darüber hinaus den personellen Austausch zwischen staatlichen Stellen und der Rüstungsindustrie.
Der Griephan eigentümliche Sprach- und Schreibstil, in dem er seine Informationen übermittelte, löste in seinem Leserkreis wiederkehrend heftige Reaktionen zwischen scharfer Kritik und viel Anerkennung aus. 1976 schrieb Leser Th. Sch. aus Heidelberg: „Sie sollten wissen, daß ein großer Kreis Ihrer Abonnenten den Verdacht hegt, daß der – oder die  Verfasser solcher Zeilen einem gewissen Bildungsnotstand unterliegt (en) oder aber vielleicht auch eine mangelnde Kinderstube durchlaufen hat (haben)“. Hierauf reagierte Leser W. P. aus München mit der Bitte an Griephan, sich auf keinen Fall einschüchtern zu lassen: „wir schätzen Ihre Zivilcourage und die Rustikalschreibe Ihrer ausgezeichneten Berichterstattung, die auf dem Markt wohl einzigartig sein dürfte. Diese Informationen wirken seit Jahren auf uns begeisternd. Vielleicht liegt dem Beschwerdeschreiber mehr Geschriebenes von Manfred Köhnlechner.“
Dem Wehrdienst fügte Griephan nach und nach weitere Informationsdienste zur Vergabe öffentlicher Aufträge („Government Business“) über das Rüstungsgeschäft hinaus hinzu (so die von ihm herausgegebenen, im Bonnkontakt Verlag A. M. Griephan KG erschienenen, Wirtschaftsinformationsbriefe Informationen aus Politik und Wirtschaft und Wehrdienst mit Informationen zum zivilen Behördengeschäft mit dem Bund, Sonderdrucke für die Wirtschaft mit Organisationsübersichten von Ministerien und Behörden des Bundes sowie Bonnkontakt und Berlinkontakt). Eine hervorgehobene Rolle spielten die Griephan-Briefe („Wer Umsätze und Gewinn aus dem Milliardenmarkt staatlicher Beschaffung ziehen“ wolle, solle ihre Informationen „für die Auftragsakquisition bei staatlichen Dienststellen“ nutzen). Sämtliche Informationsbriefe Griephans erschienen in dem von ihm gegründeten Wehrdienst Verlag, später umbenannt in Bonnkontakt Verlag bzw. Griephan Verlag.
1994 erfolgte die Umbenennung in Griephan-Briefe – wöchentlicher Wirtschaftsdienst zum Geschäft mit dem Staat (ISSN 1437-4684). 2002 wurden die Briefe als Griephan Wehrdienst – wöchentliche Informationen zum wehrtechnischen Geschäft (ISSN 1611-0900) fortgesetzt und schließlich ab der Ausgabe 03/2004 als Griephan-Briefe – wöchentliche Informationen zum wehrtechnischen Geschäft. Am 3. April 2017 erschien die letzte Print-Ausgabe. Seither erscheinen die griephan Briefe als Online-Ausgabe.